# Тшебеша
Тшебеша (пол. Trzebiesza) — село в Польщі, у гміні Ополе-Любельське Опольського повіту Люблінського воєводства.
Населення — 222 особи (2011).

## Демографія
Демографічна структура станом на 31 березня 2011 року:
|          | Загалом | Допрацездатний вік | Працездатний вік | Постпрацездатний вік |
| -------- | ------- | ------------------ | ---------------- | -------------------- |
| Чоловіки | 107     | 16                 | 78               | 13                   |
| Жінки    | 115     | 20                 | 61               | 34                   |
| Разом    | 222     | 36                 | 139              | 47                   |